# Hubert Lienhard

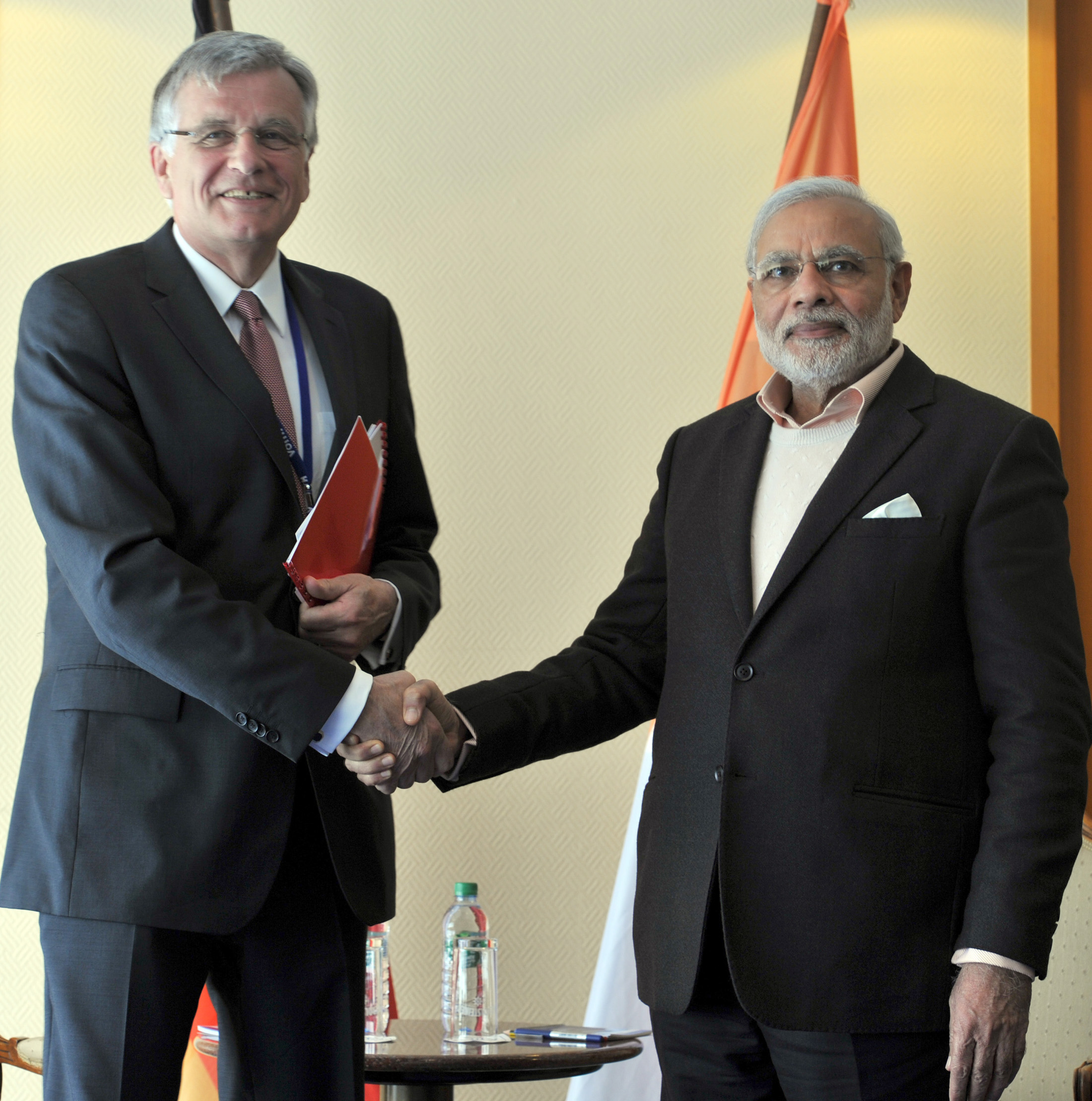
Hubert Lienhard (links) und Narendra Modi, Premierminister Indiens (2015)

Hubert Lienhard (* 11. Januar 1951 in Triberg im Schwarzwald) ist ein deutscher Manager. Vom 1. April 2008 bis März 2018 war er Vorsitzender der Konzerngeschäftsführung der Voith GmbH & Co. KGaA.

## Leben
Nach seinem Chemie-Studium und der anschließenden Promotion stieg Lienhard 1981 bei der Lurgi GmbH ein, für die er mehrere Jahre in den USA und in Schottland tätig war. 1989 wechselte er zur ABB Kraftwerke AG, Mannheim. Dort war er zunächst Leiter des Gasturbinen-Geschäftes und wurde 1993 Mitglied des Vorstandes. 1994 wurde Lienhard in den Vorstand der ABB AG Deutschland berufen und wurde 1996 zudem Mitglied des Board of Management der Kraftwerkssparte der ABB Ltd. Zürich. In dieser Zeit leitete er den weltweiten Geschäftsbereich Dampfkraftwerke des ABB-Konzerns.
Seine Zeit bei der Voith GmbH begann Lienhard 2001 als Mitglied des Vorstandes. Seit 2002 war er mit der Aufgabe des Vorsitzes der Geschäftsführung der Voith Siemens Hydro Power Generation GmbH & Co. KG (heute: Voith Hydro Holding GmbH & Co. KG) und weiteren funktionalen Zuständigkeiten betraut. Voith Hydro ist ein Joint-Venture von Voith und Siemens im Bereich mechanischer und elektrischer Ausrüstungen für Wasserkraftwerke.
2008 wurde Lienhard Nachfolger von Hermut Kormann an der Spitze der damaligen Voith AG, die heutige Voith GmbH & Co. KGaA. Nach zehn Jahren an der Spitze des Voith-Konzerns ging er im April 2018 planmäßig im Alter von 67 Jahren in den Ruhestand.
Lienhard war bis 14. April 2011 Mitglied des Verwaltungsrates der Sulzer AG. Gegenwärtig hat er einen Sitz in den Aufsichtsgremien des baden-württembergischen Energieversorgers EnBW, des Edelmetall- und Technologieunternehmens Heraeus Holding sowie des Anlagen- und Maschinenbau-Unternehmens SMS Group.
Lienhard ist Mitglied im Engeren Vorstand des VDMA, Präsidiumsmitglied des Ost-Asiatischen Vereins e. V. (OAV), Mitglied der Deutsch-Indischen Beratergruppe sowie Mitglied des Deutsch-Chinesischen Dialogforums. 
Am 3. Februar 2014 übernahm Hubert Lienhard vom ehemaligen Vorstandsvorsitzenden der Siemens AG, Peter Löscher, den Vorsitz des Asien-Pazifik-Ausschuss der Deutschen Wirtschaft (APA). Dieses Amt gab er 2019 gemäß Satzung an Joe Kaeser ab, nachdem er im Jahr zuvor aus der Geschäftsführung von Voith ausgeschieden war.

## Privates
Lienhard ist verheiratet und hat zwei Kinder.

## Auszeichnungen
- 2018: Zum Ende seiner Amtszeit bei Voith erhielt Hubert Lienhard im Januar 2018 den Ehrenring der Stadt Heidenheim, die zweithöchste Ehrung der Stadt.[7]